# Трой (Нью-Йорк)
Трой (англ. Troy) — город на востоке штата Нью-Йорк, на реке Гудзоне, напротив впадения в неё Мохока. Административный центр округа Ренсселер. Входит в одну агломерацию с Олбани и Скенектади. Население 50,1 тыс. человек (2010).
В годы существования Новых Нидерландов на месте города находилась латифундия Килиена ван Ренсселера, одного из основателей Голландской Вест-Индской компании. В 1707 г. земли выкупило семейство Вандерхейден.
Поселение, основанное в 1786 г. как Вандерхейденс-Ферри («Переправа Вандерхейдена»), в 1789 г. было переименовано в честь древней Трои (Илиума). Девиз города гласит: «Илиум был, а Трой есть».
Во время войны 1812 года местный промышленник Сэмюэл Уилсон по прозвищу дядя Сэм поставлял американской армии тушёнку с этикеткой U.S. Beef («мясо США»). Аббревиатуру «U.S.» ошибочно расшифровали как сокращение от Uncle Sam, и с тех пор это прозвище закрепилось за Соединёнными Штатами.
С середины XIX века Трой — один из крупнейших центров лёгкой промышленности США. В XX веке здесь было также налажено производство автозапчастей, садового инвентаря и электроники. Политехнический институт Ренсселера, основанный в 1824 году ботаником Амосом Итоном, — один из старейших в стране.
Красивейшим местом на севере города, в Лансингбурге, считается историческое Оаквудское кладбище, где похоронены многие видные деятели XIX века, как, например, генерал Джордж Генри Томас и естествоиспытатель Амос Итон.

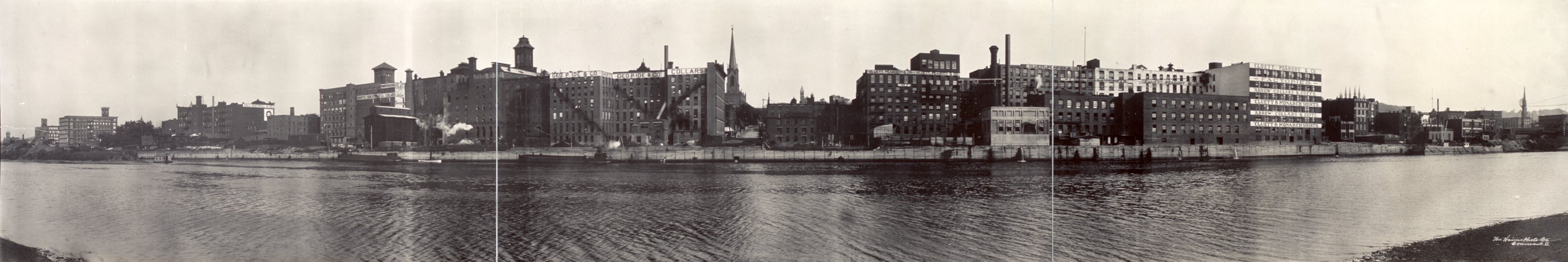
Набережная Гудзона в 1909 году